# ホルヘ・チャベス国際空港
ホルヘ・チャベス国際空港（ホルヘ・チャベスこくさいくうこう、スペイン語: Aeropuerto Internacional Jorge Chávez）は、ペルーの首都リマにある国際空港。リマの中心から北西に15kmに位置している。空港名は航空黎明期のパイロットで、当時の高度記録を打ち立てたホルヘ・チャベスにちなむ。

## 就航路線
| 航空会社               | 就航地 |
| ---------------------- | --- |
| LATAM ペルー           | アントファガスタ、アレキパ、アスンシオン、アヤクーチョ、ボゴタ、ブエノスアイレス/アエロペルケ、ブエノスアイレス/エセイサ、カハマルカ、カラマ、カリ、カンクン、カルタヘナ、チクラーヨ、コンセプシオン、コルドバ、クスコ、グアヤキル、ハバナ、イロ、イキトス、ハエン、ハウハ、フリアカ、ラパス、ロサンゼルス、マドリッド、メデジン、メキシコシティ、マイアミ、モンテゴベイ、モンテビデオ、ニューヨーク/JFK、オーランド、ピウラ、プカルバ、プエルト・マルドナド、プンタ・カナ、キト、リオデジャネイロ、サンホセ、サンタ・クルス・デ・ラ・シエラ/ビルビル、サンティアゴ、サンパウロ/グアルーリョス、タクナ、タララ、タラポト、トルヒーリョ、トゥンベス |
| スカイ航空・ペルー     | アレキパ、アヤクーチョ、ブエノスアイレス/エセイサ、カンクン、クスコ、イキトス、フリアカ、ピウラ、プカルバ、プエルト・マルドナド、プンタ・カナ、タラポト、トルヒーリョ、トゥンベス |
| スターペルー航空       | アヤクーチョ、カハマルカ、チクラーヨ、クスコ、イキトス、プカルバ、タラポト |
| ビバエア・ペルー       | ボゴタ、クスコ、メデジン |
| アビアンカ航空         | ボゴタ、グアヤキル、サンサルバドル |
| ビバエア・コロンビア   | ボゴタ |
| ウィンゴ航空           | ボゴタ |
| LATAM チリ             | サンティアゴ |
| スカイ航空             | サンティアゴ |
| ジェットスマート航空   | アントファガスタ、コンセプシオン、サンティアゴ |
| ボリビアーナ航空       | サンタ・クルス・デ・ラ・シエラ/ビルビル |
| アビアンカ・コスタリカ | サンホセ |
| アルゼンチン航空       | ブエノスアイレス/アエロペルケ ブエノスアイレス/エセイサ |
| LATAM ブラジル         | サンパウロ/グアルーリョス |
| コパ航空               | パナマシティ |
| アエロメヒコ航空       | メキシコシティ |
| ボラリス               | カンクン、メキシコシティ |
| アメリカン航空         | ダラス/フォートワース、マイアミ |
| デルタ航空             | アトランタ、ソルトレイクシティ(2025年12月4日より運航開始予定) |
| ユナイテッド航空       | ヒューストン、ニューアーク |
| スピリット航空         | フォートローダーデール |
| ジェットブルー航空     | フォートローダーデール |
| エア・カナダ           | トロント(2025年12月5日より運航再開予定)、モントリオール(2025年12月6日より運航再開予定) |
| イベリア航空           | マドリッド |
| エア・ヨーロッパ       | マドリッド |
| プラス・ウルトラ航空   | マドリッド |
| KLMオランダ航空        | アムステルダム |
| エールフランス         | パリ/シャルル・ド・ゴール |

### 旅客便就航都市
- 南アメリカ
  -  ペルー国内 : アレキパ、カハマルカ、チクラーヨ、クスコ、イキトス、フリアカ、ピウラ、プカルバ、プエルト・マルドナド、タクナ、タラポト（英語版）、トルヒーリョ、トゥンベス、アンダワイラス（英語版）、アヤクーチョ、ワヌコ、ワラス、ハウハ（英語版）、ティンゴ・マリア（英語版）
  -  ボリビア : ラパス、サンタ・クルス・デ・ラ・シエラ
  -  チリ : サンティアゴ、アントファガスタ、ロサリオ
  -  アルゼンチン : ブエノスアイレス、コルドバ、メンドーサ
  -  ブラジル : サンパウロ、リオデジャネイロ、フォス・ド・イグアス、ポルト・アレグレ
  -  コロンビア : ボゴタ、カルタヘナ、サンティアゴ・デ・カリ、メデジン
  -  エクアドル : キト、グアヤキル
  -  ベネズエラ : カラカス
  -  ウルグアイ : モンテビデオ
  -  パラグアイ : アスンシオン
- 中央アメリカ・カリブ海
  -  パナマ : パナマシティ
  -  コスタリカ : サンホセ
  -  エルサルバドル : サンサルバドル
  -  メキシコ : メキシコシティ、カンクン
  -  キューバ : ハバナ
  -  ドミニカ共和国 : プンタカナ
- 北アメリカ
  -  アメリカ合衆国 : ロサンゼルス、マイアミ、ニューヨーク/ジョン・F・ケネディ、ニューヨーク/ニューアーク、オーランド、ワシントンD.C.、ダラス、アトランタ、フォートローダーデール、ヒューストン、ソルトレイクシティ(2025年12月4日より運航開始予定)
  -  カナダ : トロント(2025年12月5日より運航再開予定)[4]、モントリオール(2025年12月6日より運航再開予定)[5]
- ヨーロッパ
  -  スペイン : バルセロナ、マドリッド
  -  フランス : パリ
  -  イギリス : ロンドン
  -  オランダ : アムステルダム

### 貨物便
| 航空会社                   | 就航地                                                           |
| -------------------------- | ---------------------------------------------------------------- |
| シエロス航空               | ブエノスアイレス/エセイサ、メキシコシティ、マイアミ、キト        |
| ABSA貨物航空               | カンピーナス/ヴィラコッポス、マイアミ                            |
| アトラス航空               | マイアミ                                                         |
| センチュリオン・エアカーゴ | ボゴタ、イキトス、マイアミ                                       |
| フロリダウェスト国際航空   | マイアミ                                                         |
| 大韓航空カーゴ             | カンピーナス/ヴィラコッポス、ロサンゼルス、マイアミ、ソウル/仁川 |
| LANカーゴ                  | マイアミ                                                         |
| LANCO                      | リオデジャネイロ/アントニオ・カルロス・ジョビン                  |
| ルフトハンザ・カーゴ       | フランクフルト                                                   |
| マス航空                   | カンピーナス/ヴィラコッポス、メキシコシティ                      |
| タンパ・カーゴ             | ボゴタ、メデジン/コルドバ、マイアミ                              |
| UPS航空                    | マイアミ                                                         |
| ワールド・エアウェイズ     | マイアミ                                                         |

## 番組
- Airport Security 3: Peru - ホルヘ・チャベス国際空港に常駐する警察の麻薬取締部の活動を追ったドキュメンタリー。日本では『密着！ホルヘ・チャベス空港警察』としてナショナルジオグラフィックチャンネルで放送[6]。

## 事故・インシデント
- 2022年11月18日 - 当空港の滑走路を離陸滑走中だったLATAMペルー2213便（エアバスA320neo型機）が、滑走路を横断していた消防車と衝突。消防車に乗っていた3人が死傷した他、避難時に旅客機に乗っていた乗客乗員61名が負傷した。空港のカメラが衝突の瞬間を捉えられていた。この影響で同空港は閉鎖され、他空港の目的地変更や多数の欠航便が発生した。なおエアバスA320neo型機の全損及びLATAM発足後の事故は初[7][8][9]。